# Pablo Batalla
Pablo Batalla (Córdoba, Argentina, 16 de enero de 1984) es un futbolista argentino. Juega de mediocampista y su equipo actual es el Deportivo Roca de la Liga Deportiva Confluencia.

## Trayectoria
Criado en la ciudad de General Roca, Río Negro, proviene de una familia de futbolistas, su padre, Miguel, jugó en la Primera División de Argentina, y su abuelo materno, "Tronquito" Damborearena, fue ídolo del Club Tiro Federal en la ciudad de General Roca Río Negro, al sur de la Argentina.
Hizo inferiores en Quilmes, donde jugó su padre, y antes de debutar en Primera fue transferido a Vélez, donde obtuvo un campeonato antes de emigrar a México e iniciar un derrotero que lo llevó por varios clubes de diversos países.
A mediados de 2008 es contratado para jugar en el Deportivo Cali del Fútbol Profesional Colombiano. En el mes de julio de 2009 el jugador deja el equipo para jugar en el Bursaspor de Turquía, con el que ganaría la Superliga de Turquía en su primera temporada con un gol suyo. Cabe destacar que Bursaspor no había salido campeón nunca en su historia, convirtiéndose en el quinto equipo turco en coronarse campeón, siendo uno de los referentes principales del campeón y quedando en la historia para la afición bursalí. Tras un paso por el Beijing Guoan, Batalla vuelve a Bursa en 2016.

## Clubes
| Club            | País      | Año         | Part | Goles |
| --------------- | --------- | ----------- | ---- | ----- |
| Vélez Sarsfield | Argentina | 2003 - 2005 | 41   | 1     |
| Pachuca         | México    | 2005        | 13   | 1     |
| Vélez Sarsfield | Argentina | 2006        | 8    | 0     |
| Quilmes         | Argentina | 2007        | 17   | 3     |
| Gimnasia        | Argentina | 2007        | 14   | 1     |
| Quilmes         | Argentina | 2008        | 7    | 1     |
| Deportivo Cali  | Colombia  | 2008 - 2009 | 42   | 12    |
| Bursaspor       | Turquía   | 2009 - 2013 | 165  | 51    |
| Beijing Guoan   | China     | 2014 - 2015 | 59   | 22    |
| Bursaspor       | Turquía   | 2016        | 39   | 10    |
| Deportivo Roca  | Argentina | 2019        |      |       |

## Palmarés
| Título               | Club            | País      | Año    |
| -------------------- | --------------- | --------- | ------ |
| Primera División     | Vélez Sarsifled | Argentina | C-2005 |
| Superliga de Turquía | Bursaspor       | Turquía   | 2010   |